# 平良敬一
平良 敬一（たいら けいいち、1926年3月31日 - 2020年4月29日）は、建築評論家で多くの建築雑誌で編集に勤めた。沖縄県生まれ。

## 経歴
旧制浦和高等学校を経て、名古屋帝国大学工学部金属学科に入学するも、1946年、新制の東京大学に再入学。
- 1948年 - 東京大学第一工学部建築学科卒業。新日本建築家集団(NAU)事務局に参加。
- 1950年 - 《国際建築》編集部員。
- 1953年 - 《新建築》へ移籍。
- 1959年 - 新建築社を退職し、《建築知識》の創刊に携わる。
- 1960年 - 《建築》を創刊し、編集長を務める。
- 1962年 - 鹿島出版会に入社。1965年に編集長として在籍。
- 1968年 - 《都市庄宅》の創刊に関わる。
- 1974年 - 編集事務所、建築思潮研究所設立。
- 1975年 - 《住宅建築》を創刊し、編集長を務める。
- 1996年 - 《造景》を創刊し、編集長を務める。
- 1997年 - 日本建築学会賞業績賞受賞。
- 2011年 - 建築思潮研究所 相談役｡
- 2015年 - 仙台市郊外へ移住
- 2020年 - 死去

## 著書
- 著書に『「場所」の復権―都市と建築への視座』（建築資料研究社）
- 訳書にバーナード・ルドフスキー『人間のための街路』（鹿島出版会）など。
- 編集にログハウスのすすめ　丸太組構法の家・設計事例集（建築資料研究社刊）、前川國男建築設計事務所OB会有志『前川國男・弟子たちは語る』、降幡広信・降幡廣信・降幡建築設計事務所、2015年『民家の再生』（建築資料研究社）など多数。